# Kotlenice
Kotlenice – wieś w Chorwacji, w żupanii splicko-dalmatyńskiej, w gminie Dugopolje. W 2011 roku liczyła 148 mieszkańców.